# Competência originária
Em direito, competência originária é a competência para examinar, conhecer e julgar a causa pela primeira vez. Costuma ser dos juízos de primeiro grau, dos juízos monocráticos ou singulares (juízos comuns ou Juizados Especiais Cíveis e Juizados Especiais Criminais . Mas, há casos de ações de competência originária dos tribunais, como a ação rescisória de sentença e o mandado de segurança contra ato judicial.
No Brasil, a Constituição dispõe sobre a competência originária do Supremo Tribunal Federal e do Superior Tribunal de Justiça nos artigos 102 e 105, respectivamente.